# Sławomir Romanowski
Sławomir Antoni Romanowski (ur. 25 kwietnia 1957 w Łodzi) – polski strzelec sportowy, medalista mistrzostw Europy, olimpijczyk z Montrealu 1976 i Moskwy 1980.
W trakcie kariery sportowej (lata 1973-1987) reprezentował barwy Floty Gdynia i Grunwaldu Poznań. Specjalista od strzelania z broni krótkiej (pistolet dowolny, pistolet pneumatyczny i pistolet wojskowy). Wielokrotny (17) mistrz Polski w tych konkurencjach.
Jako junior osiągnął wiele sukcesów na mistrzostwach Europy Juniorów:
- 1974
  - brązowy medal w strzelaniu z pistoletu pneumatycznego 40 strzałów drużynowo,
  - srebrny medal w strzelaniu z pistoletu dowolnego 40 strzałów w drużynie,
- 1975
  - srebrne medale w strzelaniu z pistoletu pneumatycznego 40 strzałów indywidualnie i drużynowo,
  - srebrny medal w strzelaniu z pistoletu dowolnego 40 strzałów drużynowo,
- 1976
  - srebrny medal w strzelaniu z pistoletu pneumatycznego 40 strzałów drużynowo,
  - złote medale w strzelaniu z pistoletu dowolnego 40 strzałów indywidualnie i drużynowo,
- 1977
  - brązowy medal w strzelaniu z pistoletu pneumatycznego 40 strzałów indywidualnie
  - złoty medal w strzelaniu z pistoletu pneumatycznego 40 strzałów drużynowo,
  - złote medale w strzelaniu z pistoletu dowolnego 40 strzałów indywidualnie i drużynowo

Indywidualny mistrz Europy z 1978 roku w strzelaniu z pistoletu pneumatycznego 40 strzałów.
Na igrzyskach w 1976 w Montrealu zajął 12. miejsce w strzelaniu z pistoletu dowolnego 50 metrów.
Na igrzyskach w 1980 w Moskwie zajął 10. miejsce w strzelaniu z pistoletu dowolnego 50 metrów.
Odznaczony brązowym Krzyżem Zasługi.